# Allan Wood
Frederick Allan Wood (* 16. Mai 1943 in Wollongong; † 10. Oktober 2022 in Tugun) war ein australischer Schwimmer.

## Werdegang
Allan Wood startete bei den Olympischen Sommerspielen 1960 in Tokio im Vorlauf des Staffel-Wettkampfs über 4 × 200 m Freistil. Im Finale gewann die Staffel Bronze, jedoch erhielt Wood keine Medaille, da er im Finale nicht zum Einsatz kam.
Zwei Jahre später ging er als amtierender nationaler Meister über 880 Yards bei den British Empire and Commonwealth Games in Perth an den Start. Dort konnte er mit der 4 × 220 Yards Freistil in Weltrekordzeit siegen, sicherte sich über 440 Yards Freistil Silber und konnte mit Bronze über 1650 Yards Freistil seinen Medaillensatz komplettieren.
Vor den Olympischen Sommerspielen 1964 in Tokio arbeitete Woods mit seinem Trainer Don Talbot daran, seine Technik zu ändern. Durch eine langsamere Schlagfrequenz konnte er so die Schlagtiefe erhöhen. Durch diesen Schritt gewann er Bronze über 400 sowie 1500 m Freistil. Eine weitere Medaille verpasste er knapp, als er im Staffel-Wettkampf über 4 × 200 m Freistil mit der australischen Staffel Vierter wurde.
Nach den Olympischen Spielen 1964 beendete er seine Karriere und war fortan als Schwimmtrainer tätig. Später zog er nach Gold Coast und züchtete Pferde im Currumbin Valley. 1984 wurde ihm rückwirkend vom IOC seine Bronzemedaille von den Olympischen Spielen 1960 verliehen.
Im Oktober 2022 starb Wood im John Flynn Private Hospital in Tugun im Alter von 79 Jahren an den Folgen von Krebs.